# Lazarettspitze

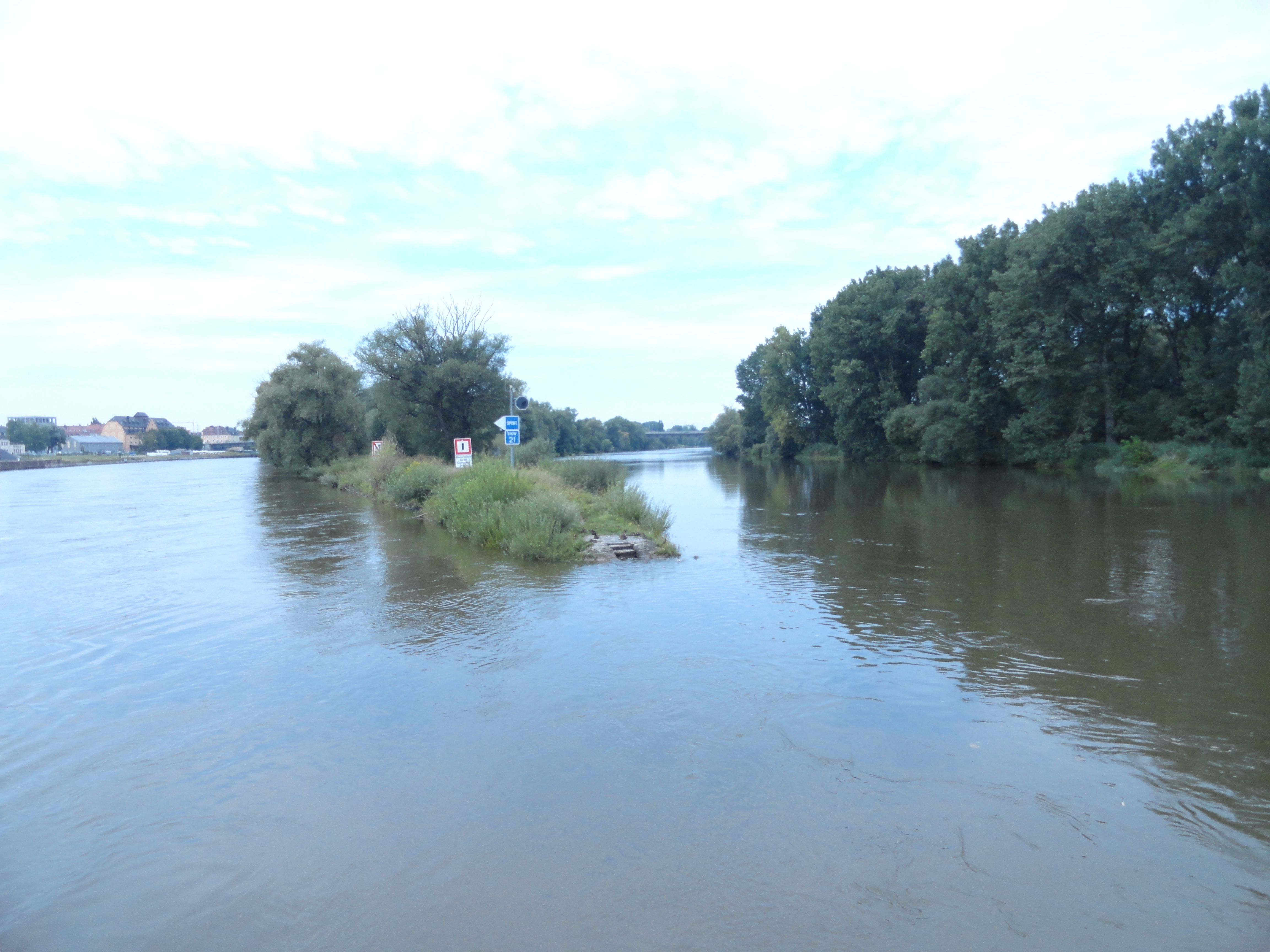
Lazarettspitze

Die Lazarettspitze befindet sich am Zusammenfluss des Donau-Nordarms und des Donau-Südarms in Regensburg bei Flusskilometer 2377,75.

## Geschichte
Während der Pestepidemie um 1713 wurde am Unteren Wöhrd ein Pest-Lazarett eingerichtet. An der Ostspitze der Insel wurden in der Folge viele der Todesopfer beerdigt. Lazarettspitze ist heute ein geografisches Objekt der Binnenschifffahrt auf der Donau.